# Кусуноки Масасигэ
Кусуноки Масасигэ (яп. 楠木正成, くすのきまさしげ, 1294 — 1336) — японский политический деятель и военачальник периода Намбокутё.
Кусуноки Масасигэ происходил из знатного самурайского рода провинции Кавати. В 1331 году откликнулся на призыв Императора Го-Дайго свергнуть Камакурский сёгунат, командовал обороной замка Акасака. В период реставрации Кэмму Император назначил его сюго провинций Кавати и Идзуми. В 1336 году был разбит в битве при Минатогава антиимператорскими силами Асикаги Такаудзи, после чего покончил с собой вместе со своим братом Кусуноки Масасуэ.
За преданность Императорскому престолу был прозван «князем Дайнан» (яп. 大楠公). В японской историографии до 1945 года традиционно представлялся как образец «верного вассала», «слуги Императора», «истинного японца».